# Dryomys nitedula
El lirón o muscardino balcánico (Dryomys nitedula) es una especie de roedor esciuromorfo de la familia Gliridae. Se encuentra en Europa oriental, Oriente Medio, y Asia Central hasta el noroeste de China y Mongolia.